# تورنهام غرين (محطة مترو أنفاق لندن)
تورنهام غرين (بالإنجليزية: Turnham Green)‏ هي إحدى محطات مترو أنفاق لندن. تقع على خط ديستريكت وبيكاديلي أفتتحت في المنطقة (Zone) رقم 2 و3 أفتتحت في 1 يناير 1869، 1 يونيو 1877.